# Иридодиктиум
Иридоди́ктиум (лат. Iridodictyum, от Iris — ирис и др.-греч. δίκτυον — сеть) — род травянистых растений семейства Ирисовые (Iridaceae), распространённый на Кавказе и в Западной Азии.
Часто этот род рассматривается в ранге подрода в роде Iris L. (Iris subg. Hermodactyloides).

## Ботаническое описание
Многолетние травянистые растения. Луковицы внутри из одной крупной мясистой и нескольких зачаточных чешуй. Корни нитевидные, неветвящиеся, отмирающие в период летнего покоя. Листья приземные, узкие, или четырёхгранные, многогранные, почти цилиндрические или желобчатые. Цветоносный побег безлистный, одноцветковый.
Цветки одиночные, крупные, 5—7 см в диаметре, от синевато-фиолетовых до палево-голубых, иногда жёлтые. Околоцветник 6-раздельный, венчиковидный. Тычинок 3, пыльники линейные. Завязь нижняя, 3-гнёздная; столбик 3-лопастный. Плод — трёхгранная, многосемянная, растрескивающаяся коробочка.

## Виды
Род включает 15 видов:
- Iridodictyum aintabensis (G.P.Baker) M.B.Crespo, Mart.-Azorín & Mavrodiev
- Iridodictyum bakerianum (Foster) Rodion.
- Iridodictyum celikii (Akpulat & K.I.Chr.) M.B.Crespo, Mart.-Azorín & Mavrodiev
- Iridodictyum danfordiae (Baker) Nothdurft
- Iridodictyum histrio (Rchb.f.) Rodion.
- Iridodictyum histrioides (G.F.Wilson) Nothdurft
- Iridodictyum hyrcanum (Woronow ex Grossh.) M.B.Crespo, Mart.-Azorín & Mavrodiev
- Iridodictyum kopetdaghense Kurbanov
- Iridodictyum kurdicum (Rukšāns) M.B.Crespo, Mart.-Azorín & Mavrodiev
- Iridodictyum pamphylicum (Hedge) M.B.Crespo, Mart.-Azorín & Mavrodiev
- Iridodictyum reticulatum (M.Bieb.) Rodion. typus — Иридодиктиум сетчатый
- Iridodictyum sophenensis (Foster) M.B.Crespo, Mart.-Azorín & Mavrodiev
- Iridodictyum vartanii (Foster) Rodion.
- Iridodictyum winogradowii (Fomin) Rodion.
- Iridodictyum zagricum (B.Mathew & Zarrei) M.B.Crespo, Mart.-Azorín & Mavrodiev

Виды Iridodictyum kolpakowskianum, Iridodictyum pskemensis и Iridodictyum winkleri относятся к роду Alatavia Rodion.